# مسلمان فرهنگی
مسلمانان فرهنگی، افرادی هستند که هنوز به خاطر زمینه خانوادگی، تجارب شخصی یا محیطی که در آن رشد کرده‌اند با فرهنگ مسلمانی تشخیص هویت می‌کنند.
آنها مسلمانان اسمی هستند، که خود را بیشتر از نظر فرهنگی مسلمان می‌دانند تا اسلام‌گرا. بیشتر سنت‌گرا هستند، و ممکن است مسلمانان سابقی باشند که دیگر ایمان ندارند. آنها به تعابیر سنتی اسلام اعتقاد ندارند؛ ولی برخی از جنبه‌های مثبت سنتی را پذیرا هستند؛ مانند: فرهنگ مهمان‌نوازی، برادری و دید و بازدیدهای خانوادگی در عید. آنها ممکن است از 'سلام' استفاده کنند و به جنبه‌هایی چون صدقه، احترام به بزرگتر، غذا، لباس، ادبیات، شعر و معماری بپردازند، و حتی هنگام عطسه زدن 'الحمد لله' بگویند؛ ولی طرفدار عقاید پراگرسیو خردگرایی، انسان‌گرایی، دمکراسی، سکولاریسم، مدرنیسم و غیره باشند.
این اصطلاح واژه جدیدی به موازات اصطلاحاتی چون مسیحی فرهنگی یا مسیحی بی‌خدا است.